# Villa Berthet
Villa Berthet è una città dell'Argentina, situata nella provincia del Chaco, capoluogo del Dipartimento di San Lorenzo.